# Хајдучки и Рожански кукови
Хајдучки и Рожански кукови су строго заштићена зона природе у Националном парку Северни Велебит, чије је седиште у оближњем селу Красно, Хрватска. Ову групу чина стеновити врхови Велебита од којих су неки високи и до 2.000 метара. Рожански кукови од Хајдучких кукова одвојени су Лубеновачким вратима. 
Због својих природних карактеристика и пејзажне лепоте привлачни су за туристе и планинаре као најзанимљивији део северног Велебита. Пределом влада „море крша”, са групом од педесетак каменитих врхова високих преко 1.600 m, који својом лепотом и разноврсним облицима привлаче бројне планинаре и алпинисте. 

## Статус
Године 1969. године област која обухвата површину од 1.220 ha, на Северном Велебиту проглашена је за резерват природе због својих бројним геоморфолошким облицика и бројних спелеолошким објекта, од којих је најпознатија Лукина јама у Хајдучким куковима. Јама је откривена 1992. године и до сада је истражено око 1.392 m. Спада у најдубље јаме у Европи.

## Географске одлике
Резерават се налази на северном делу Парка природе Велебит. Обухвата издвојене групе кукова и раздртих, стеновитих врхова, међусобно одвојених дубоким пониквама и провалијама. Изграђују их младе палеогенске наслаге састављена готово само од кречњака. 
Због трошења и пуцања условљеног делимично тектонским, делимично атмосферским факторима, наслаге кречњака дале су рељефу специфичне карактеристике изразитог крша, по чему је он постао један од најнепроходнијих подручја Велебита. 
Обележавају их оријашке громаде белих кречњачких врхова, које својим високе каменим громадема и стрмоглавим вртачам - Рожанске и Хајдучке кукове одваја један од другог превој Лубеновачка врата (1.474 m). 

### Рожански кукови
Рожанска група је мало већа и приступачнија (кроз врлет је изграђена туристичка стаза, а у централном делу и планински дом), од тешко проходног љутог крша Хајдучких кукова. 
Кроз Рожанске кукове пролази Премужићева стаза, названа у спомен пројектанта и градитеља Анте Премужића. Стаза која је грађена од 1930. до 1933. године, протеже се од Завижана до Башких Оштарија, у дужини од око 57 km. Како стаза нема великих успона, добро је прилагођена планинарењу мање склоним посетиоцима. 
Најистакнутији Рожански кукови на Северном Велебиту.
| Назив кука    | Висина  | Напомена |
| ------------- | ------- | --- |
| Громовача     | 1.675 m | |
| Крајачев кук  | 1.659 m | Име је добио по познатом хрватском организатору, реформатору, оснивачу планинарства, политичару, адвокату и писцу Ивану Крајачу |
| Пасарићев кук | 1.630 m | Носи име једног од челника ХПД-а Јосипа Пасарића                                                                                |
| Вртарски кук  | 1.678 m | |
| Варњача       | 1.630 m | |
| Цриквена      | 1.641 m | |

### Хајдучки кукови
Хајдучки кукови су неприступачнији и дивљи, што их чини примамљивијим за туристе и љубитеље природе као неистражено подручје. Они су изразито карстификовани део северног Велебита између превоја Вратника на северу и Алана на југу. Од Рожанских кукова одвајају га Лубеновачка врата.
Због богатства морфолошких облика и јединствене флоре проглашен строго заштићеним резерватом природе.
У њима је 1993. године откривен спелеолошки објекат импозантних димензија - Лукина јама, дубока 1.392 m, која спада у најдубља јама у југоисточној Европи и међу 20 најдубљих на свету.
| Назив кука      | Висина  | Напомена |
| --------------- | ------- | -------- |
| Голубић         | 1.658 m |          |
| Беговачки кук   | 1.407 m |          |
| Јарековачки кук | 1.328 m |          |
| Павића кук      | 1.392 m |          |
| Дуића кук       | 1.460 m |          |

## Флора и фауна
У камењару Хајдучких и Рожански кукови и његовом непрегледном „мору” негостољубивог кречњака постоје и гостољубивији места за живот од голе површине камена. Крш је особито богат пукотинама у стенама , у којима се накупља земља и задржава вода. Пукотине су уједно делимично заштићене од сунца и ветра па у њима расту многе врсте биљака. Почев од покојег великог стабала у већим пукотинама, па до типичних изузетно отпорних и прилагођених овом окружењу биљака камењара. Због ређе атмосфере на вишим надморским висинама сунце је лети врло јако, а ноћу и за ружног времена чак се и летње температуре спуштају близу, а понекад и испод нуле. Ту је и јак ветар који хлади и исушује, а како на вишим надморским висинама зима траје готово шест месеци, биљке имају мање времена за раст и размножавање.
Добар пример вегетације је медвеђе грожђе, чији цветови имају врло сужен отвор звончића. Потпуно другачији механизам загревања имају на пример цватови планинског крављака (Carlina acaulis), у облику главе - његови светли овојни листови усмеравају сунчеву светлост у средиште цвета чија црна боја упија топлоту.
На сипару велебитског краша расту специјализоване биљке, чија главна одлика је прилагођавања изузетно дугачак и разгранат корен, који допире дубоко испод слојева камења. Сипар је станиште и најпознатијег хрватског ендема, велебитске дегеније, која расте на средњем и јужном (али не и на северном) Велебиту.
Међу камењем велебитских кукова има и многих врста животиња адаптираних за живот на оваквом станишту. Најчешће су то ситније животиње попут пужева, паука, инсеката, гмизаваца или глодара, али и крупније животиње попут дивокозе. И животиње из околних станишта могу привремено боравити у камењар како би се нахраниле његовим становницима. Многе птице на стенама проналазе сигурно склониште за свијање гнезда, а хране се на богатим околним травњацима.
На овом подручју у откривеним подземни објектима јамамама и пећинама живе слепи мишеви на зимовању. Од других врста срећу се оштроухи шишмиш, двобојни шишмиш, смеђи дугоушан и северни ноћњак.